# Uschi Dämmrich von Luttitz
Uschi Dämmrich von Luttitz, eigentlich Ursula Dämmrich-Freifrau von Luttitz, (* vor 1953 in München als Ursula Dorothea Frenchy Dämmrich) ist eine deutsche Fernsehmoderatorin und Schauspielerin.

## Leben
Nach dem Besuch der Klosterschule St.-Irmengard in Garmisch-Partenkirchen legte sie am Münchner Bertolt-Brecht-Gymnasium ihr Abitur ab. Darauf folgte an der Pädagogischen Hochschule München ein Studium der Erziehungswissenschaften und der Psychologie (mit Abschluss der ersten Lehramtsprüfung bzw. Diplom). Während des Studiums arbeitete sie als Fotomodell und absolvierte eine Sprecherausbildung beim Bayerischen Rundfunk. Seitdem arbeitet sie dort als Fernsehmoderatorin.
Sie ist seit 1986 mit dem in den Medien als „Entenbaron“ bezeichneten Enten- und Gänsezüchter Eckart Freiherr von Luttitz verheiratet, hat zwei Kinder (* 1988 und * 1990) und lebt im Gutshof Niederaltenburg in Weyarn. Ihr Schwiegervater war Horst Freiherr von Luttitz. 2025 wurde ihr der Bayerische Verdienstorden verliehen.

## Moderationen (Auswahl)
- Hobbythek
- Bayern im Ersten
- Abendschau
- Unser Land
- Boulevard Bayern
- Wir in Bayern
- Uschis VIP-Gärten (aktuell)

## Filmographie
- 1998: Sylvia – Eine Klasse für sich
- 2001: Siska
- 2001: Hochzeit zu viert
- 2001: Verkehrsgericht
- 2003: Der Alte